# Ambassade des États-Unis au Danemark
L'ambassade des États-Unis au Danemark est la représentation diplomatique des États-Unis auprès du Danemark. Elle est située à Copenhague, la capitale, au 24 allée Dag Hammarskjöld.

## Ambassadeurs

### Chargé d'affaires
- 1827-1835 : Henry Wheaton (en)
- 1835-1841 : Jonathan F. Woodside
- 1841-1842 : Isaac Rand Jackson
- 1843-1847 : William W. Irwin (en)
- 1847-1849 : Robert P. Flenniken
- 1850-1851 : Walter Forward
- 1852 : Andrew Jackson Ogle (en)
- 1852-1853 : Miller Grieve
- 1853-1854 : Henry Bedinger (en)

### Ministre résident
- 1854-1858 : Henry Bedinger (en)
- 1858-1861 : James M. Buchanan (diplomate) (en).
- 1861-1865 : Bradford R. Wood (en)
- 1863 : Samuel J. Kirkwood
- 1865-1870 : George Helm Yeaman (en)
- 1869 : Christopher Columbus Andrews
- 1870-1876 : Michael J. Cramer

### Chargé d'affaires
- 1876-1881 : Michael J. Cramer
- Adam Badeau (en)
- 1881-1882 : Charles Payson (en)
- 1882 : James P. Wickersham (en)

### Ministre résident / consul général
- 1882 : James P. Wickersham (en)
- 1883-1885 : Wickham Hoffman
- 1885-1889 : Rasmus B. Anderson (en)
- 1889 : John A. Enander
- 1889-1890 : Clark E. Carr

### Envoyé extraordinaire et ministre plénipotentiaire
- 1890-1893 : Clark E. Carr
- 1893-1897 : John E. Risley
- 1897-1905 : Laurits S. Swenson (en)
- 1905-1907 : Thomas J. O'Brien (en)
- 1907-1917 : Maurice Francis Egan (en)
- 1919 : Norman Hapgood (en)
- 1920-1921 : Joseph Grew
- 1921-1926 : John Dyneley Prince (en)
- 1926-1930 : Henry Percival Dodge (en)
- 1930-1931 : Ralph H. Booth
- 1931-1933 : Frederick W. B. Coleman
- 1933-1936 : Ruth Bryan Owen
- 1937-1939 : Alvin M. Owsley (en)
- 1939-1940 : Ray Atherton (en)
- 1945-1946 : Monnett Bain Davis (en)
- 1946-1947 : Josiah Marvel, Jr.

### Ambassadeur extraordinaire et plénipotentiaire
- 1947-1949 : Josiah Marvel, Jr.
- 1949-1953 : Eugenie Anderson
- 1953-1957 : Robert Douglas Coe (en)
- 1957-1961 : Val Peterson
- 1961-1964 : William McCormick Blair Jr. (en)
- 1964-1968 : Katharine Elkus White
- 1968-1969 : Angier Biddle Duke
- 1969-1971 : Guilford Dudley (ambassadeur) (en)
- 1971-1972 : Fred J. Russell
- 1973-1975 : Philip K. Crowe
- 1975-1978 : John Gunther Dean
- 1978-1981 : Warren Demian Manshel (en)
- 1981-1983 : John Langeloth Loeb Jr.
- 1983-1989 : Terence Todman
- 1989-1992 : Keith L. Brown (en)
- 1992-1993 : Richard Stone (homme politique) (en)
- 1993-1998 : Edward Elliott Elson
- 1998-2001 : Richard Swett (en)
- 2001-2005 : Stuart A. Bernstein
- 2005-2009 : James P. Cain (en)
- 2009-2013 : Laurie S. Fulton (en)
- 2013-2017 : Rufus Gifford (en)
- 2017-2021 : Carla Sands (en)
- 2022-2025 : Alan M. Leventhal (en)